# Pimoa exigua
Espèce
Pimoa exigua est une espèce d'araignées aranéomorphes de la famille des Pimoidae.

## Distribution
Cette espèce est endémique du Hubei en Chine,. Elle se rencontre dans le district forestier de Shennongjia.

## Description
Le mâle holotype mesure 4,51 mm.

## Publication originale
- Irfan, Wang & Zhang, 2021 : « Two new species of the spider genus Pimoa Chamberlin & Ivie, 1943 (Araneae, Pimoidae) from China. » Acta Arachnologica Sinica, vol. 30, no 2, p. 113-117.